# كيني أوميغا
تايسون سميث (ولد في 16 أكتوبر 1983) هو مصارع كندي محترف معروف أكثر بأسمه في الحلبة كيني أوميجا. موقع حاليا مع أتحاد آول إليت ريسلينغ (AEW)، حاليا هو بطل (وأول بطل) لبطولة AEW Tag Team Championship للولايات المتحدة في الوزن الثقيل وسبق له أن حمل بطولة IWGP للقارات مرة واحدة، ومرتان بطولة IWGP للوزن المتوسط، وبطولة IWGP لفرق الوزن المتوسط مرة واحدة، ومرتان بطل لبطولة NEVER للفرق الثلاثية. أيضا فاز بالدورة الأهم في أتحاد NJPW ، دورة ج1 كليمكس مرة واحدة في 2016 وهو أول مصارع غير ياباني يفوز بها. هو أيضا يظهر في الأتحاد الأمريكي المعروف رينغ أوف هونر (آر أو إتش ROH).
هو أيضا معروف لعمله في الأتحادات اليابانية المستقلة، ظهر في أتحاد دراماتك دريم تيم (دي دي تي DDT)، حيث هو بطل سابق لبطولة KO-D للوزن المفتوح مرة واحدة، وثلاث مرات بطل بطولة KO-D للفرق، ومرتان بطل KO-D للفرق الثلاثية ومرة واحدة بطل بطولة DDT أكستريم ديفجن. هو أيضا عمل في أتحاد ألل جابان برو رسلينق، حيث سبق له حمل بطولة العالم للوزن المتوسط.
وقد صارع في العديد من الأتحادات الأمريكية المستقلة، بما في ذلك أتحاد كاليفورنيا أتحاد برو رسلينق قوريلا (بي دبليو جي PWG)، حيث هو بطل سابق لبطولة PWG للعالم وفائز في دورة معركة لوس أنجلوس 2009، وأتحاد جيرسي ألل برو رسلينق، والأتحاد الكندي أتحاد بريمير شامبيونشيب رسلينق.
في NJPW وROH ، أوميقا عضو في عصابة البولت كلوب (نادي الرصاصة) وأيضا زعيمهم الرابع والحالي منذ 5 يناير 2016، بعد رحيل الزعيم السابق أي جاي ستايلز. هو أيضا جزء من الفريق الثلاثي الفرعي للبولت كلوب فريق ذا أيليت جنبا إلى جنب مع فريق يونق باكس (مات جاكسن ونيك جاكسن).

## مسيرته في مصارعة المحترفين

### النشأة
في مرحلة النمو، سميث كان يلعب هوكي الجليد كحارس مرمى. أصبح مهتم في مصارعة المحترفين بعد أن بدا أحد زملائه في معهد ترانسكونا بالتدرب على مصارعة المحترفين في توب روب شامبيونشيب رسلينق (TCW) في وينيبيغ. سميث بعدها أنهى خططه في أن يصبح لاعب هوكي الجليد إلى أن يحترف مصارعة المحترفين وبدا يتدرب أيضا تحت يد مروج TCW بوبي جاي، الذي سبق له أن قابله أثناء عمله في متجر محلي. وبعد أن تدرب لمدة عام مع جاي، بدا سميث البالغ من العمر 16 عاما بالعمل لدى TCW وعلى مدى العامين التالين قام بتطوير شخصيته كيني أوميقا كراكب أمواج من هاواي. شخصية راكب الأمواج بعدها ألغيت وقام بأستبدالها بشخصية محب الألعاب والأوتاكو، وبدا سميث باستخدام حركة «هادوكين» من سلسلة الألعاب المشهورة ستريت فايتر. في 2001، سميث تخرج من معهد ترانسكونا وألتحق بالجامعة، ولكنه خرج منها بعدها بسنة من أجل أن يركز على مهنتة في مصارعة المحترفين.

### بريمير شامبيونشيب رسلينق (2001-2005)
في ديسمبر 2001، سميث أنضم إلى الأتحاد المحلي في وينيبيغ، بريمير شامبيونشيب رسلينق. ظهر في العرض الأفتتاحي لهم الذي حضره أيضا المصارع إدي غيريرو وحضره 1700 مشجع، صارع لأول مرة أمام مدربه السابق مينتالو في 3 مارس 2002 . المباراة لاحقا تم تصنيفها كأفضل مباراة في بريمير شامبيونشيب رسلينق. بعد ذلك قام بتشكيل فريق لمدة قصيرة مع مينتالو. وبذلك الوقت أصبح نجم صاعد في بريمير شامبيونشيب رسلينق والأتحادات الكندية المستقة. ظهر أيضا في الفيلم القصير للمخرج قي مدي فيلم سيسي بوي سلاب بارتي، إعلان تشويقي لفيلم 2003 أحزن موسيقى في العالم.
في العام التالي، أوميقا أنتصر على أدم نايت ليصبح بذلك بطل PCW للوزن الثقيل في 18 سبتمبر 2003 . وعلى الرغم من نجاحه في الدفاع عن اللقب أمام شي شي كروز خسر اللقب لصالح راوسكيلز في 26 نوفمبر. وعندما كان في أتحاد كاناديان رسلينق لاحقا في ذلك العام، هو أيضا فاز ببطولة CWF للوزن الثقيل حين أنتصر على تي جي برات في نهائي الدورة التي أقيمت لتحديد البطل تاريخ 29 ديسمبر 2003، قبل أن يخسره لصالح زاك ميركوري بعدها بشهر. أيضا أستعاد بطولة PCW للوزن الثقيل من راوسكيلز بعد أقل من شهرين، لكنه أجبر على التخلي عن اللقب في 18 مارس 2004 بعد أن عانى من أصابة.
لاحقا في ذلك العام، تعاون مع عدوه السابق راوسكيلز لينتصروا على شون هيوستن وكريس رين ليصبحوا بذلك أبطال PCW للفرق في 19 أغسطس. فترة حملهم للقب كانت قصيرة، حيث خسروا اللقب لصالح شون هيوستن وكريس رين في الشهر التالي. في 17 أكتوبر 2004، أوميقا ظهر في عرض الأحتفالية ال56 لمنظمة التحالف الوطني للمصارعة، حيث تحدى وخسر لصالح بيتي ويليمز على بطولة TNA للأكس ديفجن. في مارس 2005، خسر لصالح تومي نوكسفيل في أتحاد ميلنيوم للمصارعة.
أوميقا أنتصر في دورة لثمانية رجال، منتصرا على أمثال نايت هاردي وكريس سابين وأمايزينق ريد ليصبح بذلك أول فائز بكاس البريمير وأول بطل لبطولة NWA كانيدين أكس ديفجن تاريخ 2 يونيو 2005 . في 30 يوليو، ظهر لمرة واحدة فقط لصالح مصارعة TCW حين تعاون مع ذا سكوربيان ليواجهوا ذا أكس وبوبي جاي في مركز قراند بيش في مانيتوبا.
في أغسطس 2005، أوميقا هاجم كريستوفر دانيلز وتحداه في مباراة، وعلى ما يبدو أنه تحول إلى مكروه نتيجة لذلك، كريستوفر دانيلز رفض المباراة. بعد ذلك، بعد أن خسر بطولة NWA كانيدين أكس ديفجن لصالح راوسكيلز في 15 سبتمبر، أوميقا شارك في مخيم برو رسلينق نواه في أكاديمية هارلي ريس لتدريب المصارعة في ميزوري. لاحقا هو خسر لصالح كيث والكر في عرض لـWLW في إلدون (ميزوري) ، لاحقا عرضت هذه المباراة في التلفزيون الياباني. بعد المباراة تم دعوة سميث لتجارب أداء لمدة أسبوع لصالح الأتحاد العالمي دبليو دبليو إي.
بعد مواجهة جوني ديفن في عرض أكشن رسلينق أنترتايمنت في 26 نوفمبر، أوميقا ظهر لأخر مرة في PCW بعد أعلانه توقيع عقد تطويري مع دبليو دبليو إي، وقدم خطاب وداعا للجماهير في 1 ديسمبر 2005 .

### دبليو دبليو إي

#### ديب ساوث رسلينق(2005-2006)

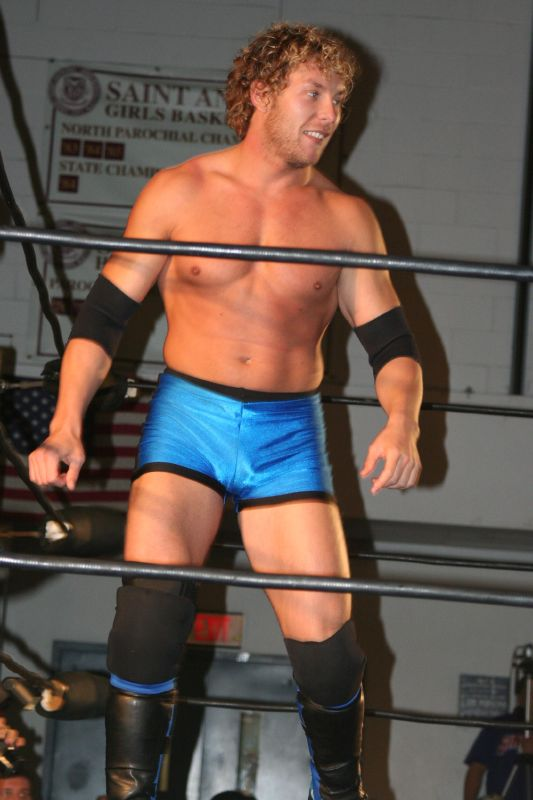
أوميقا في نوفمبر 2008.

في أكتوبر 2005، سميث تم أرساله إلى أتحاد ديب ساوث رسلينق (DSW) الأتحاد التطويري الخاص بالأتحاد العالمي دبليو دبليو إي، ليتم تقيمه من قبل بيل ديموت وكشافين المواهب الأخرين. نتيجة لادائه، التي شملت مباريات تم تقيمها من قبل جوني أيس وكينتا كوباشي، تم عرض عليه عرض تطويري من قبل دبليو دبليو إي وعين في ديب ساوث رسلينق. ظهر لأول مرة في 27 أكتوبر 2005، خسر أمام ماك دادي جونسن.
في 4 مايو 2006، أوميقا تعاون مع هيث ميلر وخسروا لصالح فريق أيليت (مايك نوكس وديريك نيكريك). بعد أن خسر لصالح مات سترايكر وأيريك بيريز وسوني سياكي خلال الأسابيع التالية، سجل أنتصاره الأول بعد أن أنتصر على أوليغ برودياس بالعد الخارجي في مباراة لم تعرض تاريخ 1 يونيو. وعلى الرغم من خسارته هو وانتونيو ميستري لصالح أربان أسولت (أيريك بيريز وسوني سياكي) في مباراة لم تعرض تاريخ 15 يونيو، هو أنتصر على هيث ميلر في مباراة أيضا لم تعرض بعدها بعدة أيام.
أوميقا شكل فريق مع تومي سويد لم يدم لفترة طويلة، لعبوا عدة مباريات من ضمنها خسارة لصالح أربان أسولت (أيريك بيريز وسوني سياكي)، وأنتصار على مات سترايكر وكرو جونز بعدها بأسبوع واحد. في 17 أغسطس أوميقا خسر لصالح أوليغ برودياس. وبعد أنتصاره على كرو جونز بعدها عدة أيام، هو طلب فسخ عقده معهم ليعود إلى أتحاد بريمير شامبيونشيب رسلينق.
سميث قال في العديد من المقابلات أن وقته الذي قضاه في DSW كان ضعيف وأنتقد بشكل خاص المروجين بيل ديموت وجودي هاميلتون، والمدرب بوب هولي. وقال أن أكثر شي أستفاد منه في وقته الذي قضاه في دبليو دبليو إي هو مقدرته على التدرب مع دايف تايلر، مشيرا إلى أنه قبل أن يتدرب معه لم يكن يعرف بعض الأساسيات. سميث قال أن دبليو دبليو إي بعد ذلك عرضت عليه عدة عروض، بما فيهم عرض في ربيع 2014 وثلاثة عروض في 2015، ولكنه رفض جميع العروض.

### العودة إلى بريمير شامبيونشيب رسلينق (2006-إلى الآن)
بعد خروجه من دبليو دبليو إي سميث قرر أن يبدا مسيرة في فنون القتال المختلطة وشارك في العديد من دورات جوجوتسو البرازيلية، قبل أن يقرر أن يعطي المصارعة المحترفين فرصة أخرى. ومن أجل أن يبرز، سميث غير في شخصيته وأخترع عدة حركات جديدة، التي شعر أنها لا يمكن أن تتكرر. في 14 سبتمبر 2006، أوميقا عاد إلى أتحاد PCW ، منتصرا على راوسكيلز ليحصل على مباراة أمام إيه جيه ستايلز الذي هزمه أيضا في مباراة الحدث الرئيسي في الأسبوع التالي. أنتصر على مايك أنجلز وراوسكيلز من بين الأخرين في الأسابيع التالية قبل أن يخسر لصالح أي جاي سانشيز في 15 فبراير 2007 . خسر لأووز في 1 مارس، هو ونايت هاردي خسروا لفريق أمباكت (روبي رويس وأووز) في وقت لاحق من ذلك الأسبوع. وخلال الأسابيع القليلة المقبلة، أوميقا فاز عدة مرات على كرافين ونايت هاردي قبل أن يدخل إلى النسخة الثالثة من دورة كاس بريمير. أوميقا أنتصر على نايت هاردي وبيتي ويليمز وأي جاي سانشيز لينتصر في الدورة للمرة الثانية.
نافس في مباراة أمام مايك أنجلز ولكن لم يكن هناك فائز في 30 يونيو، أنتصر على أي جاي سانشيز في 19 يوليو وأنتصر على مايك أنجيلز وأي جاي سانشيز وأدم نايت في مباراة رباعية الأطراف في 23 أغسطس ليحصل على مباراة أمام ساموا جو في 27 سبتمبر. أوميقا خسر في مباراته أمام ساموا جو التي كانت في وينيبيغ، مانيتوبا. في أكتوبر، أوميقا ظهر في عرض ستارتينق بوينت، أول عرض دفع مقابل مشاهدة لأتحاد رسلينق فان أكسبريس، صارع ألتيمو دراغون في مباراة أستمرت لمدة 25 دقيقة. في 31 يناير أوميقا أنتصر على مايك أنجلز ليصبح بذلك بطل PCW للوزن الثقيل للمرة الثالثة. في 6 مارس، أنجلز أستعاد البطولة في مباراة كانت ثلاثية الأطراف والطرف الثالث كان جون كتلر. مع ذلك، بعدها بأسبوعين فقط، أوميقا أنتصر على أنجلز ليصبح بطل PCW للوزن الثقيل للمرة الرابعة في تاريخه.

### برو رسلينق سينديكيت (2007,2009,2015)
كيني أوميقا ظهر لأول مرة في برو رسلينق سينديكيت (PWS) في 7 سبتمبر 2007، في مباراة خسر فيها لصالح داني ديمانتو في قارفيلد. بعد المباراة أوميقا كان في مواجهة مع المفوض نيكرو بوتشتر. أوميقا عاد إلى برو رسلينق سينديكيت في 9 ديسمبر 2009 منتصرا في مباراة فردية على دايفي ريتشارد. في 22 مارس، أوميقا كان واحد من الـ12 مصارع مستقل الذين أختاروا ليشاركو في دورة ماجيستك تولف التي أقيمت لأول مرة في برو رسلينق سينديكيت في يونكيرس، نيويورك. في هذا الحدث، أوميقا تعاون مع جيري لين لينافسوا كيفن ماثيوز وتومي سويد. بعد أنتصاره على جيري لين في نصف النهائي، أوميقا نافس ولكن لم يكن هناك فائز بعد أن قام هو وديفون موري بإخضاع جاك أيفانز في نفس الوقت. في 2 مايو 2009، أوميقا خسر لصالح ديفون موري في مباراة سلالام في نيويورك. في 17 مايو، أوميقا خسر في مباراة ثلاثية الأطراف مع بطل PWS للوزن الثقيل ديفون موري وداني ديمانتو في كوينز، نيويورك. أخر مباراة له في برو رسلينق سينديكيت كانت أمام يكفن ماثيوز بعرض PWS ريسلبول 2015 .

### جيرسي ألل برو رسلينق(2007–2009, 2010–2012)

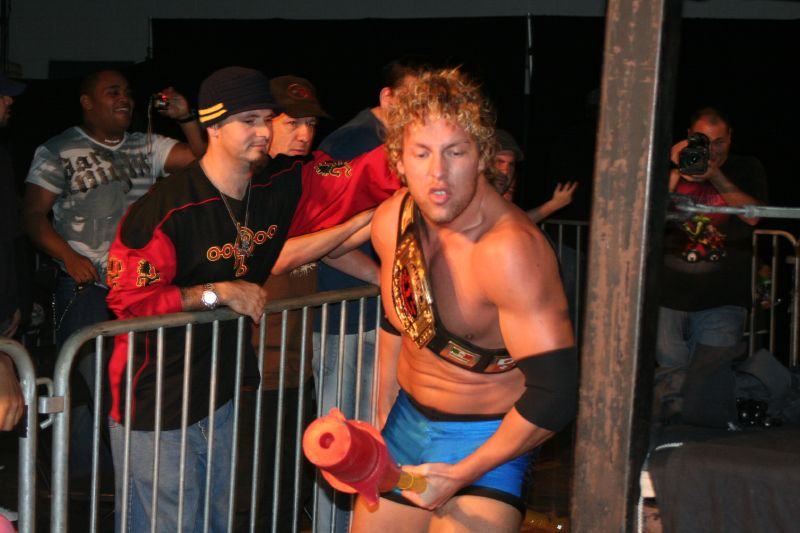
أوميقا كبطل JAPW للوزن الثقيل في نوفمبر 2008.

أوميقا ظهر لأول مرة في جيرسي ألل برو رسلينق في 8 سبتمبر 2007، في مباراة خسر فيها لصالح داني ديمانتو. بعد خسارته ل«ذا بلاك ماكسيمو» جاي ليثل في مباراة فردية ولصالح تيدي هارت في مباراة ثلاثية وأكزافير، أوميقا أنتصر لأول مرة في JAPW في 8 مارس 2008، مزعجا لو كي عندما أصبح بطل لبطولة JAPW للوزن الثقيل في جيرسي سيتي، نيوجيرسي فقط في المباراة الرابعة له من الأتحاد. في ذلك اليوم، كان واحد من المصارعين الذين حضروا عرض الأول الأحتفالية الأول لWSU في ليك هاثيواي، نيوجيرسي. وكان من ضمن المشاركين في العرض المصارعين: ستيف ماك، داني ديمانتو، إيان روتن، كيفن ماثيوز، فينيوس فيني، أنفيرو ودون جونسون.
أول دفاع لأوميقا عن لقب JAPW للوزن الثقيل كان في 19 أبريل 2009، في سبرينق ماسكاري، حيث نجح في الحفاظ على اللقب أمام فرانكي كازاريان في شامبيونز شالينج. هو دافع عن اللقب أمام داني ديمانتو وقريم ريفر خلال الأسابيع المقبلة. خلال مباراته مع قريم ريفر، خصم أوميقا أصيب خلال بداية المباراة وتم أيقافه من قبل الحكم مرتين حيث ريفر عانى من صعوبه في التنفس. بعد المباراة بطل JAPW لمرتين سابقتين دان ماف عاد إلى الأتحاد وأنحاز إلى كيني أوميقا.
في 7 يوليو، تم الأعلان من قبل جيرسي ألل برو رسلينق أن أوميقا وعدة مصارعين سيشاركون في عرض سيقام في بيشوود بين بيش ليتل ليق. من بين المصارعين الذين شاركوا: راينو وذا لاتين أميركان أكستشانج وسونجاي دت، جاي ليثل، دان ماف، وفريق ذا هيفي هيترز (مونستا ماك وهافوك) وبطل JAPW لولاية نيوجيرسي قريم ريفر. العرض أقيم في مدرسة تومس ريفر المتوسطة الجنوبية في بيتشوود، نيو جيرسي في 19 سبتمبر 2008. في 10 يوليو، أوميقا نجح في الدفاع عن اللقب بنجاح أمام جون كتلر في وينيبيغ، مانيتوبا. كتلر قد فاز من قبل في دورة أمام أدام نايت وأنتونيو سكوربيو جونير ومايك أنجلز ليربح مباراة أمام أوميقا.
بعد خسارة بسبب الأقصاء أمام راينو ومباراة تعادل أمام ب-بوي، أوميقا كان من المقرر له أن يدافع عن لقبه في 13 ديسمبر 2008 في مباراة أعادة أمام لو كي في عرض الأحتفالية ال11 لأتحاد JAPW . في البداية فاز لاو كي بالمباراة، ولكن تم أعادة بدئ المباراة وفاز أوميقا بالأقصاء بعد أن قام لاو كي بضرب الحكم بسبب النهاية. في 28 فبراير 2009، في جيرسي سيتي رومبل أوميقا خسر لقب الوزن الثقيل لصالح جاي ليثل، بعد أن قام مساعده دان ماف بالأنقلاب عليه، منهياً فترة حمله للقب التي أستمرت لمدة 357 يوما. أوميقا ظهر لJAPW في 10 ديسمبر 2010، حيث شارك في مباراة أقصائية سداسية على لقب JAPW للوزن الخفيف. أوميقا تم أقصائه من قبل الفائز في المباراة جوشن ثوندر ليغر. في اليوم التالي أوميقا أنتصر على عدوه السابق جاي ليثل في مباراة فردية. في 15 مايو 2011، أوميقا أنتصر على جوشن ثوندر ليغر في فيلادلفيا، بنسلفانيا، خلال جولة نيو جابان الأولى في الولايات المتحدة، ليصبح بذلك بطل JAPW للوزن الخفيف. على الرغم ان أتحاد JAPW لم يقدم عرض من 14 أبريل إلى 2012، في يوليو 2013، أوميقا قال في مقابلة أنه سيكون مهتما بالعودة إلى الاتحاد مشيرا إلى أنه مازال يحمل بطولة JAPW للوزن الخفيف. وبعد عودتهم من التوقف في 15 نوفمبر 2014، أتحاد JAPW قام بتجريد أوميقا من بطولة JAPW للوزن الخفيف.

### رينغ أوف هونر(2008–2010, 2016-إلى الآن)
في 25 يوليو 2008، أوميقا ظهر لأول مرة في الأتحاد الأمريكي المشهور رينغ أوف هونر أو حلبة الشرف في مباراة خسر فيها لصالح المصارع ديلريوس في تورونتو، أونتاريو، كندا. وفي الليلة التالية، أوميقا ظهر لأول مرة في ديترويت بعرض رينغ أوف هونر نيو هوريزنز، وخسر لصالح سيلس يونق. وبعد سلسلة من الخسارات، أوميقا أنتصر لأول مرة في ديسمبر وخلال سنته الأولى في رينغ أوف هونر، تمكن من الفوز مرتان على بطل رينغ أوف هونر للعالم أوستن أرييس. في 14 نوفمبر 2009، أوميقا حصل على مباراة أمام البطل أوستن أرييس، ولكنه لم يتمكن من الفوز عليه. في 2010، أوميقا بدا يعمل بشكل منتظم في اليابان، مما جعله يظهر ستة مرات فقط لرينغ أوف هونر خلال السنة، وكانت مباراته ضد كريستوفر دانيلز في 19 يونيو بعرض ديث بيفور ديسأونور VIII أخر مباراة لعبها في رينغ أوف هونر لما يقارب سنة سنوات.
في فبراير 2016، تم الأعلان أن أوميقا وقع على عقد يجعله مصارع منتظم لرينغ أوف هونر. صارع مباراة عودته في 26 فبراير في عرض الأحتفالية ال14 لرينغ أوف هونر، حيث تعاون مع فريق يونق باكس (مات جاكسن و نيك جاكسن) نجحوا في الدفاع عن لقب NEVER للفرق الثلاثية ضد كوشيدا و ACH ومات سيدال. بعد أشهر أفيد أن أوميقا كانت لديه بعض المشاكل مع تأشيرته. ظهوره التالي مع حلبة الشرف كان في العرض المقام بين NJPW وROH عرض حرب العالمين في تورونتو. أوميقا لم يظهر لصالح حلبة الشرف لبقية عام 2016 . حتى نهاية العام، كانت لديه فرصة في أن يعود لحلبة الشرف ولكن أتحاد نيو جابان طلب منه أن لا يصارع خارج اليابان حتى عرض رسلكينقوم 11 في توكيو دوم.
في أكتوبر 2017، أوميقا تمت مشاركة بطولة ROH للفرق الثلاثية معه، بعد أن أعلنوا البولت كلوب عن شروطهم مانحين أوميقا وكل من كودي رودز ومارتي سكرل ليدافعوا عن البطولة التي فاز بها أدم بايج ومات جاكسن و نيك جاكسن.

### دراماتك دريم تيم/DDT برو رسلينق (2008–2014)

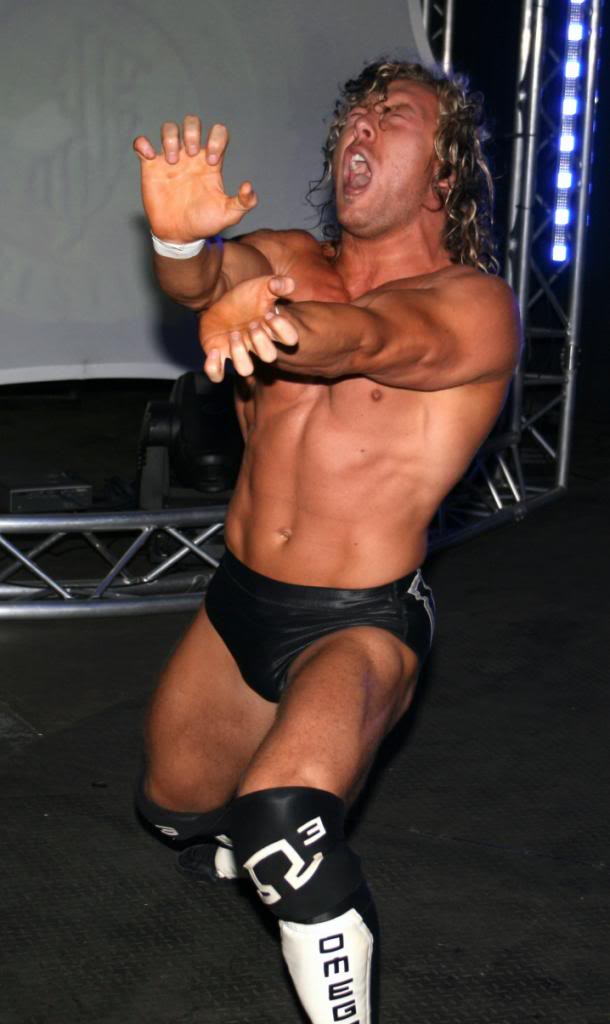
أوميقا في 2010.

في عام 2006، صديق أوميقا أراه فيديو للأتحاد الياباني دراماتك دريم تيم (DDT). أوميقا أعجب بمصارع DDT كوتا أيبوشي وأراد أن يعمل معه، فقام بتصوير نفسه يصارع بستايل أتحاد DDT خارج الحلبة وقام برفعه وأيضا فيديو أخر يقوم فيه بتحدي كوتا أيبوشي على اليوتيوب. بعد أن شاهدوا الفيديويات قام الأتحاد الياباني DDT بدعوة أوميقا لليابان ليصارع أيبوشي. رحلة أوميقا في اليابان بدأت مع DDT في أوائل أغسطس 2008 . في نهاية المطاف أوميقا وكوتا أيبوشي قاموا بتشكيل فريق أسمه العشاق☆الذهبين (Golden☆Lovers), وفازوا ببطولة KO-D للفرق. المصارعة في اليابان كان حلم من أحلام سميث، بعد WWE، حيث كان هناك يتم كتابة كل شي له، قال أنه يشعر أنه في اليابان كان قادرا على التعبير عن نفسه وأظهار شخصيته.
في عام 2011، أوميقا لعب مباراة مع فتاة تبلغ من العمر تسع سنوات تدعى هاروكا. فيديو المباراة أنتشر بشكل كبير، ونشر في الأخبار العالمية مما أدى إلى تلقي أوميقا للعديد من التهديدات بالقتل. شاهد الفيديو أيضا أسطورة المصارعة مايك فولي، الذي أشاد بعمل أوميقا كمصارع مكروه، وتسأل لماذا لا يتواجد على التلفزيون.
في سبتمبر 2011 , أوميقا مثل أتحاد DDT في أتحاد ألل جابان برو رسلينق في دورتهم للوزن المتوسط 2011 , ظهر لهم 11 سبتمبر. وبعد ثلاثة أنتصارات وخسارتين، أوميقا حل بالمرتبة الثانية في مجموعته ولم يتأهل للنهائيات. مع ذلك، بسبب هزيمته للفائز في الدورة كاي في مباراته الأفتتاحية، تم تصنيف أوميقا كالمنافس الأول على بطولة العالم للوزن المتوسط بعد الدورة. في 23 أكتوبر، أوميقا أنتصر على كاي وبذلك أصبح البطل الجديد لبطولة العالم للوزن المتوسط. أوميقا خسر البطولة لكاي في 27 مايو 2012 في دفاعه السادس عن اللقب، منهيا فترة حمله للقب التي أستمرت لمدة 217 يوما.
في 8 يوليو، أوميقا أنتصر على دانشوكو دينو ليفوز بدورة كينق أوف DDT دي دي تي عام 2012 وحصل بذلك على فرصة لمواجهة زميله في الفريق كوتا أيبوشي على بطولة KO-D للوزن المفتوح. أوميقا لعب على البطولة في 18 أغسطس في الحدث الرئيسي في عرض الأحتفالية 15 لأتحاد DDT في قاعة نيبون بودوكان، ولكنه فشل في الفوز على كوتا أيبوشي. أوميقا تلقى فرصة ثانية على البطولة في 23 ديسمبر 2012 وأنتصر على أل جينيركو ليربح بطولة بطولة KO-D للوزن المفتوح للمرة الأولى في تاريخه. في 27 يناير 2013 , أوميقا أنتصر على أيسامي كوداكا في مباراة لقب ضد لقب ليحافظ بذلك على البطولة ويربح بطولة بطولة DDT أكستريم ديفجن. وبعد ثلاثة دفاعات ناجحة عن اللقب، أوميقا خسر بطولة KO-D للوزن المفتوح لصالح شيجيهيرو إيري في 20 مارس 2013 . في 26 مايو، أوميقا مرة أخرى أصبح بطل مزدوج في DDT , حين فاز هو وكوتا أيبوشي وقوتا أهاشي على مونستر أرمي (نطونيو هوندا، دايسوكي ساساكي ويوجي هينو) ليصبحوا بذلك أبطال KO-D للفرق الثلاثية. بعد فترة حملة أستمرت لمدة 28 يوم فقط، أوميقا وكوتا أيبوشي وأهاشي خسروا البطولة لصالح أنطونيو هوندا وهوشيتانغو ويوجي هينو في 23 يونيو. في 25 أغسطس، خسر أوميغا بطولة DDT أكستريم ديفجن إلى دانشوكو دينو. في 26 يناير 2014، أوميقا وكوتا أيبوشي أنتصروا على يانكي نيكوكينجو (إسامي كوداكا ويوكو مياموتو) وكونوسوكي تاكيشيتا وتيسويا إندو في مباراة ثلاثية الأطراف ليصبحوا بذلك أبطال KO-D للفرق. في 12 أبريل، أوميقا وكوتا أيبوشي أصبحوا أبطال مزدوجين، حين قاموا بالتعاون مع دايسكي ساساكي لينتصروا على فريق دريفت (كيسوك إيشي، شيجيهيرو إيري وسوما تاكاو) ليصبحوا بذلك أبطال KO-D للفرق الثلاثية. مع ذلك فترة حملهم أستمرت فقط لمدة 22 يوم، قبل أن يخسروا البطولة لصالح فريق شوتن-دوجي (كودو، ماسا تاكاناشي ويوكيو ساكاغوتشي) في 4 مايو. في 28 سبتمبر، أوميقا وكوتا أيبوشي خسروا بطولة KO-D للفرق لصالح كونوسوكي تاكيشيتا وتيتسويا إندو. في 26 أكتوبر، أوميقا صارع أخر مباراة له في DDT دي دي تي، حيث أنتصر هو وكوتا أيبوشي على دانشوكو دينو وكونوسوكي تاكيشيتا.

### برو رسلينق قيريلا(2008-2010، 2012، 2014، 2017)

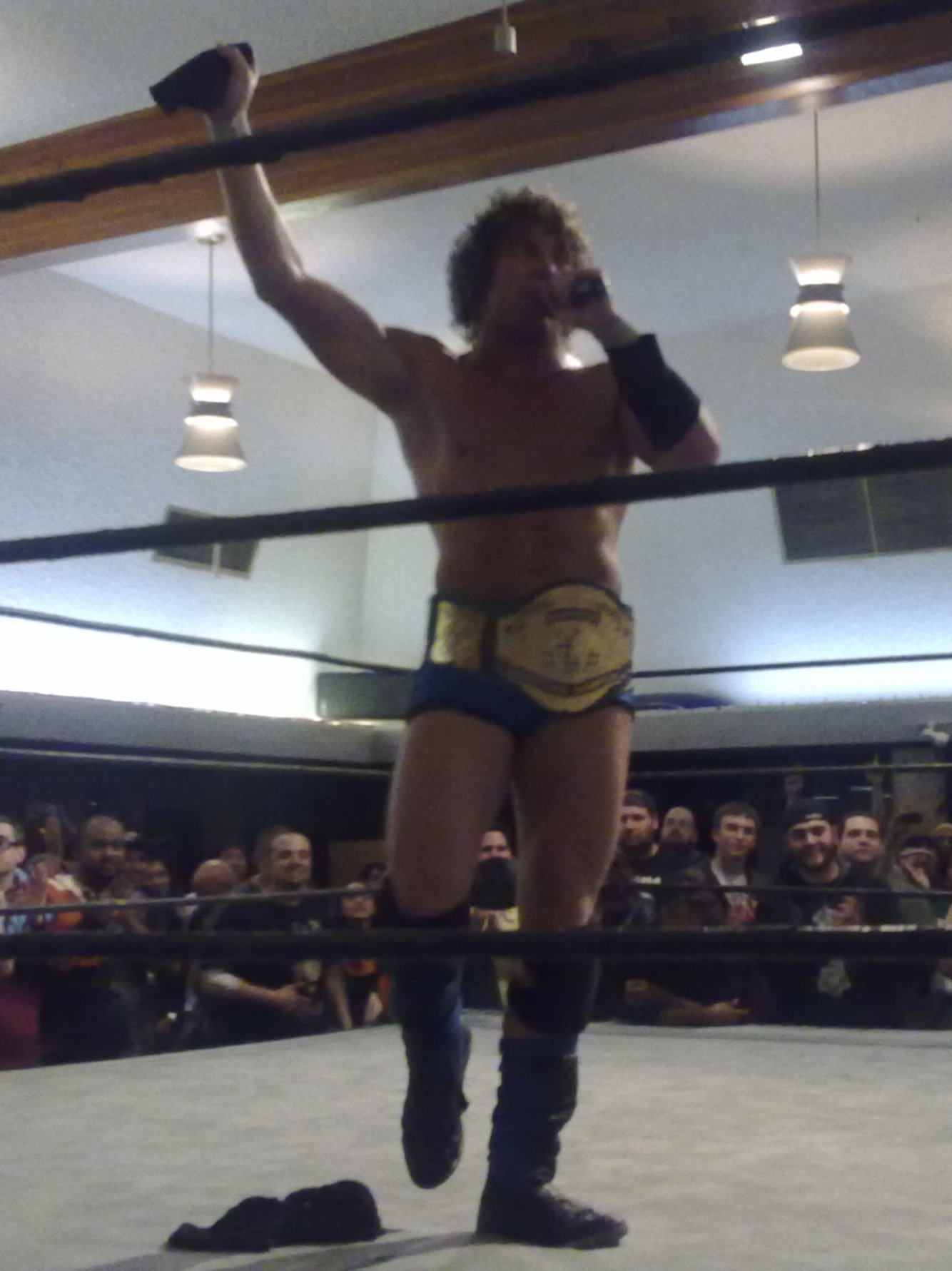
أوميقا بعد فوزه بدورة معركة لوس أنجلوس (2009) ليصبح بطل PWG للعالم الجديد.

في 1 نوفمبر 2008، أوميقا ظهر لأول مرة في برو رسلينق قيريلا كمصارع مكروة في دورة معركة لوس أنجلوس (2008)، ولكنه أقصى من الجولة الأولى بواسطة براندن بونهام. في الليلة التالية، أوميقا شارك في مباراة فرق ثلاثية مكونة من تسعة مصارعين خسروا في الجولة الأولى للدورة. وفي لحظة لا تنسى، خلال المباراة تم الدفع به إلى الحبال بواسطة دايفي ريشاردز بقوة على الحبال الوسطى والسفلى مخرجا أوميقا من الحلبة.
بعد ثلاثة شهور، أوميقا عاد للأتحاد وخسر لأل جينيركو. بعد أن مل الحكم ريك نوكس من ازعاج اوميقا له وقام بضربه بحركة كلوزلاين. في 11 أبريل 2009، أوميقا حقق أنتصاره الأول في برو رسلينق قيريلا بعد أن أنتصر على دايفي ريشاردز بعد أن نفذ عليه ضربه كرويت راث. في اليوم التالي في عرض برو رسلينق قيريلا المئة، اوميقا خسر للمصارع براين دانيلسون. في ذلك الحدث أوميقا أعلن عن زميله الجديد وهو المصارع تشك تايلر حين قاموا بتحذير أل جينيركو بالبقاء خارج ريسادا، قبل أن يتم أنقاذه من قبل كولت كابانا. في 22 مايو 2009 في دورة ديناميت دومفيرات للفرق، أول دورة مخصصه للفرق في برو رسلينق قيريلا، أوميقا وتايلر، أصبحوا يعرفون باسم ذا مين أوف لو مورال فايبر، أنتصروا على فريق دارك & لوف (هيومان تورنادو وسكوربيو سكاي) في الجولة الأولى قبل أن يتم أقصائهم من قبل فريق يونق باكس في نصف نهائي الدورة. في 28 يونيو، أوميقا صارع رودريك سترونق وأنتهيت في البداية بتثبيت مزدوج وثاني مرة أنتهت بأنتهاء الوقت، قبل أن يرفض أن يكمل المواجهة ويخرج. في حين أوميقا كان في جولة خارج الولايات المتحدة، تايلر أنتصر على أل جينيركو في مباراة قتال شوارع في 28 أغسطس ليحصل بذلك لفريقهم على فرصة لمواجهة يونق باكس على بطولة العالم للفرق. المباراة لعبت في 2 أكتوبر في الحدث الرئيسي لعرض أقانست ذا قرين، وأنتصروا فريق يونق باكس مرة أخرى.
في 20 نوفمبر 2009، بعد عام واحد من أول ظهور له في الأتحاد، أوميقا دخل في ثاني معركة لوس أنجلوس له، والتي هذه المرة سيكون على بطولة العالم الشاغرة. في الجولة الأولى من الدورة، اوميقا انتصر على كيفن ستين، الذي عاد للأتحاد بعد أنقطاع دام 15 شهر. في اليوم التالي، أنتصر على أعضاء فريق دنستي سكوت لوست وجوي راين في ربع ونصف النهائي. ليشق طريقه للنهائي، حيث أنتصر على رودريك سترونق ليصبح بذلك الفائز في دورة معركة لوس أنجلوس (2009) ويصبح أيضا بطل PWG للعالم. بعد فوزه ببطولة العالم، أوميقا تمت مهاجمته من قبل براين كندريك وفريق يونق باكس، الذين أصبحوا مكروهين وأوميقا أصبح بذلك محبوب، قبل أن يتم أنقاذه من قبل عدوه السابق أل جينيركو وكولت كابانا وريك نوكس. أوميقا وعدوه السابق قرروا أن يضعون خلافاتهم بالخلف لانهم يتشاركون العدو نفسه. في 27 فبراير 2010، أوميقا خسر بطولة العالم لصالح دايفي ريشاردز في أول دفاع له عن اللقب.
في 27 أكتوبر 2012، أوميقا ظهر للأتحاد بعد غياب دام سنتين ونصف، حين تعاون مع أل جينيركو في مباراة فرق وأنتصروا على يونق باكس. أوميقا عاد للأتحاد في 29 أغسطس 2014 , ليشارك بمعركة لوس أنجلوس 2014 . وبعد الفوز على ACH في الجولة الأولى ومات سيدال في ربع النهائي، أوميقا تم أقصائه بعد خسارته في نصف النهائي من الفائز في الدورة ريكوشيه.
آوميغآ عآد ل= في 2 سبتمبر 2017، خلال دورتهم السنوية معركة لوس أنجلوس لعام 2017، متعاون مع فريق يونق باكس في مباراة سداسية بالحدث الرئيسي لتلك الليلة منتصرين على فلاميتا وبينتا زيرو إم وري فينكس.

### نيو جابان برو رسلينق

#### العشاق☆الذهبين (2010-2014)
في 31 يناير 2010، أوميقا ظهر لأول مرة في أتحاد نيو جابان في مباراة فرق، حين تعاون مع زميله كوتا أيبوشي وأنتصروا على قيدو وجادو بالأقصاء . خلال المباراة جادو عانى من اصابة في الرقبة بعد أن نفذ عليه قفزة من نفذها أوميقا. في 1 يونيو، أوميقا شارك في دورة بيست أوف سوبر جونيور 2010 لمدة أسبوعين، حيث حل في المركز الرابع في مجموعته مع أربع انتصارات من سبعة، وبذلك فشل في التأهل لنصف نهائي الدورة. بعد أنتصاره على ريوسكي تاقوشي في عرض لDDT في 29 أغسطس 2010 , أوميقا منح مباراة على بطولة IWGP للوزن المتوسط التي يحملها زميل تاغوشي في الفريق برينس ديفيت. في 3 سبتمبر، أوميقا عاد لنيو جابان ولكنه خسر امام برينس ديفيت في مباراته التي كانت على البطولة. في 11 أكتوبر في عرض Destruction '10 , أوميقا وكوتا أيبوشي أنتصروا على ديفيت وتاقوشي، فريقهم يعرف بأسم أبولو55, ليصبحوا بذلك أبطال IWGP لفرق الوزن المتوسط. في 14 نوفمبر، فريق العشاق☆الذهبين نجحوا في الدفاع عن لقبهم للمرة الأولى، حين أنتصروا على ديفيت وتاغوشي في عرض لصالح دي دي تي وبذلك سيواجهون الفائزين في دورة سوبر جي للفرق 2010 , قيدو وجادو . المباراة أمام قيدو وجادو كانت في عرض لصالح دي دي تي في 26 ديسمبر وانتهت بحفاظ فريق العشاق☆الذهبين على اللقب . في 23 يناير 2011، في عرض Fantastica Mania 2011, عرض مشترك بين نيو جابان والأتحاد المكسيكي كونسيخو مونديال دي لوتشا ليبري في توكيو. أوميقا وأيبوشي خسروا لقبهم لصالح ديفيت وتاقوشي. في 26 مايو، أوميقا شارك في دورة بيست أوف سوبر جونيورز 2011 وأفتتح الدورة بخمسة أنتصارات إلى أنه خسر في أخر ثلاث مباريات له وحل بالمركز الثالث في مجموعته، مرة أخرى فشل في التأهل لنصف النهائي. في 14 أغسطس، فريق العشاق☆الذهبين حصلوا على مباراة أعادة على بطولة IWGP لفرق الوزن المتوسط، ولكنهم هزموا مرة أخرى من قبل ديفيت وتاقوشي.
أوميقا عاد لنيو جابان في مايو 2013 ليشارك في دورة بيست أوف سوبر جونيور 2013 , حين نجح في الفوز بخمسة مباريات من أصل ثماني مباريات، وتأهل لنصف نهائي الدورة. في 9 يونيو، أوميقا خسر في النصف النهائي أمام برينس ديفيت، بعد تدخل من عصابته بولت كلوب. وبعد ذلك بعام، أوميقا عاد مرة أخرى ليشارك في دروة بيست أوف سوبر جونيورز 2014 من 30 مايو إلى 6 يونيو، منهيا الجدورة بثلاث أنتصارات وأربع خسائر مع خسارة في اليوم الأخير لصالح تاقوشي مكلفا أياه التأهل للنصف النهائي.

#### بولت كلوب(2014-إلى الآن)

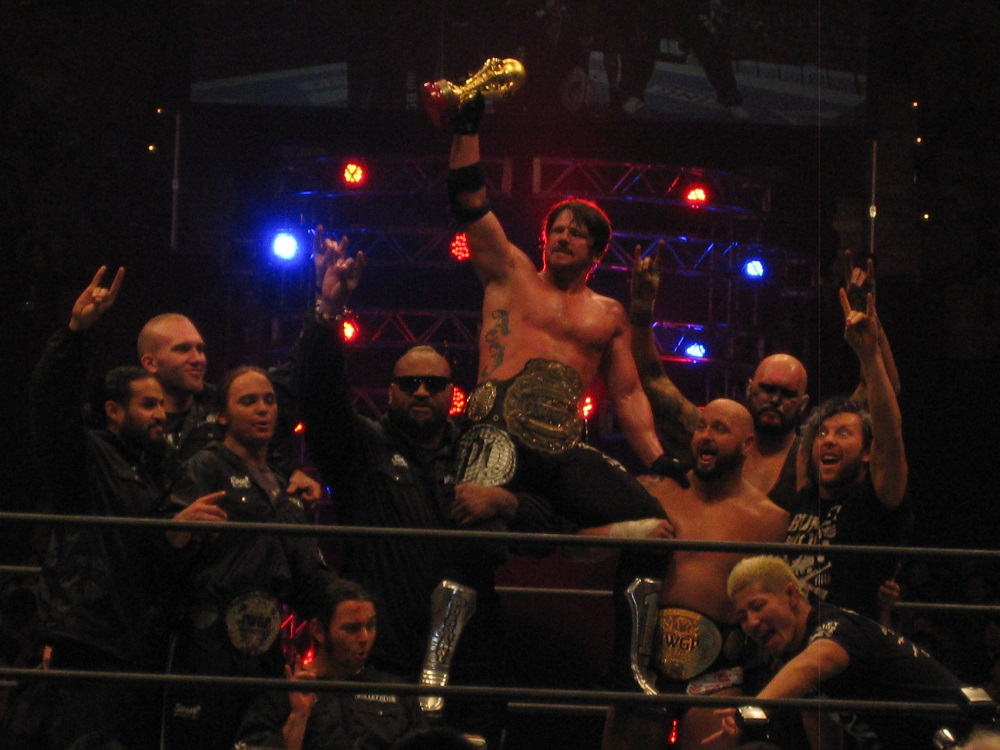
أوميقا (أقصى اليمين) كعضو في البولت كلوب في أوائل عام 2015.

في 3 أكتوبر 2014، نيو جابان أعلنت في مؤتمر صحفي أن كيني أوميقا سينظم لهم حين ينتهي عقدة مع أتحاد DDT في 26 أكتوبر. أوميقا ظهر لأول مرة في نيو جابان في 8 نوفمبر في عرض باور سترقل، حين (على الرغم من أنه رفض ان ينظم لعصابة الأجانب الشريرة بولت كلوب، مدعيا أنه لا يعتبر نفسه غايجين.), أوميقا تم الأعلان على أنه العضو الجديد في عضابة بولت كلوب، وأنه سيخطف لقب IWGP للوزن المتوسط. أوميقا أعلن عن لقبه الجديد وهو "The Cleaner" الذي معناه هو «المنظف», قائلا أنه كذب في المؤتمر الصحفي وأنه مهتما فقط في المال واللقب. كجزء من شخصيته الشريرة الجديدة، أوميقا الذي يجيد اللغة اليابانية، توقف عن التحدث باللغة اليابانية وبدلا من ذلك بدا يجري مقابلاته باللغة الأنجليزية فقط . خلف الكواليس، قيل لأمويقا أنه شخصيته شخصية الأوتاكو لا تناسب البولت كلوب، مما أدى إلى تغيرها لشخصيته جديدة وهي المنظف، في أشارة إلى الأشخاص الذين ينظفون مشاهد الجريمة. في البداية، أوميقا كان يطبق الشخصية ولكن بعد أن أضطر كثيرا إلى شرح الشخصية عندما كان يعتقد الناس أنه منظف، بدا يدمج الكوميديا للشخصية وبدا يخرج للمباريات مع ممسحة ومكنسة. في 4 يناير 2015 في عرض رسلكينقدوم 9 في توكيو دوم، أوميقا صارع مباراته الأولى كفرد من البولت كلوب، أنتصر على ريوسكي تاقوشي وأصبح بذلك بطل IWGP للوزن المتوسط لأول مرة.
أول دفاع عن اللقب لأوميقا كان في 11 فبراير في عرض ذا نيو بيقينق أن أوساكا حين تغلب على تاقوشي في مباراة أعادة . وخلال الأشهر التالية، نجح في الدفاع عن اللقب أمام ماسكارا دورادا في عرض أنفاجن أتاك 2015 واليكش شيلي في عرض رسلينق دونتاكو 2015. وفي 5 يوليو، في عرض دومنيون 7.5 أن أوساكا جو-هال، أوميقا خسر اللقب لصالح الفائز في بيست أوف سوبر جونيرز 2015 كوشيدا . في 23 سبتمبر في عرض دستراكشن أن أوكاياما، أوميقا أستعاد اللقب من كوشيدا، بعد تدخل من زميله في البولت كلوب كارل أندرسون. نجح في الدفاع عن اللقب لأول مرة في في 12 أكتوبر في عرض كينق أوف برو-رسلينق أمام مات سيدال. في 4 يناير 2016 في عرض رسلكينقدوم 10 في توكيو دوم، أوميقا خسر اللقب مرة ثانية لصالح كوشيدا.
في اليوم التالي، أوميقا تعاون مع رئيس البولت كلوب أي جاي ستايلز لينتصروا على بطل IWGP للقارات شينسوكي ناكامورا ويوشي هاشي في مباراة فرق، وثبت شينسوكي ناكامورا للفوز . بعد المباراة ، البولت كلوب أنقلبو على أي جاي ستايلز، وتولى كيني أوميقا رئاسة البولت كلوب وأعلن أنه لم يعد في قسم الوزن المتوسط بعد الآن وأنه يتحدى شينسوكي ناكامورا على البطولة . المباراة لم تقام بسبب أعلان شينسوكي ناكامورا رحيله عن نيو جابان وسحب الأتحاد منه البطولة. بعد ذلك ، بدا أوميقا باستخدام حركة شينسوكي ناكامورا بومايي كحركة خاصة له وسماها V تريقر. وتم الأعلان أن اوميقا سينافس هيروشي تاناهاشي ليحددوا البطل الجديد . في 14 فبراير في عرض نيو بيقينق ان نيقاتا، أوميقا أنتصر على هيروشي تاناهاشي ليصبح بذلك بطل IWGP للقارات لأول مرة. بعد ستة أيام في أونور ريزينق: جابان 2016، أوميقا أصبح بطل مزدوج بعد أن ربح هو وفريق يونق باكس، الفريق الثلاثي الفرعي للبولت كلوب ذا أيليت، حين أنتصروا على جاي بريسكو ومارك بريسكو وتورو يانو ليصبحوا ابطال بطولة NEVER في الوزن المفتوح للفرق الثلاثية . خسروا اللقب لصالح هيروشي تاناهاشي ومايكل أليجن ويوشيتاتسو في 10 أبريل في عرض أنفاجن أتاك 2016، أول دفاع لأوميقا لبطولة القارات كان في 27 أبريل ، حين أنتصر على مايكل أليجن. وكانت هذه أول مرة مصارعان كانديان يكونون في المباراة الرئيسية في أتحاد نيو جابان. في 3 مايو في عرض رسلينق دونتاكو 2016، ذا أيليت أستعادو بطولة بطولة NEVER في الوزن المفتوح للفرق الثلاثية من مايكل أليجن وهيروشي تاناهاشي ويوشيتاتسو. في 19 يونيو في عرض دومنيون 6.19 ان أوساكا جو-ها ، أوميقا خسر بطولة IWGP للقارات لصالح مايكل أليجن في أول مباراة سلالم في نيو جابان. في 3 يوليو ، ذا أيليت خسروا بطولة NEVER في الوزن المفتوح للفرق الثلاثية لصالح مات سيدال وريكوشيه وساتوشي كوجيما.

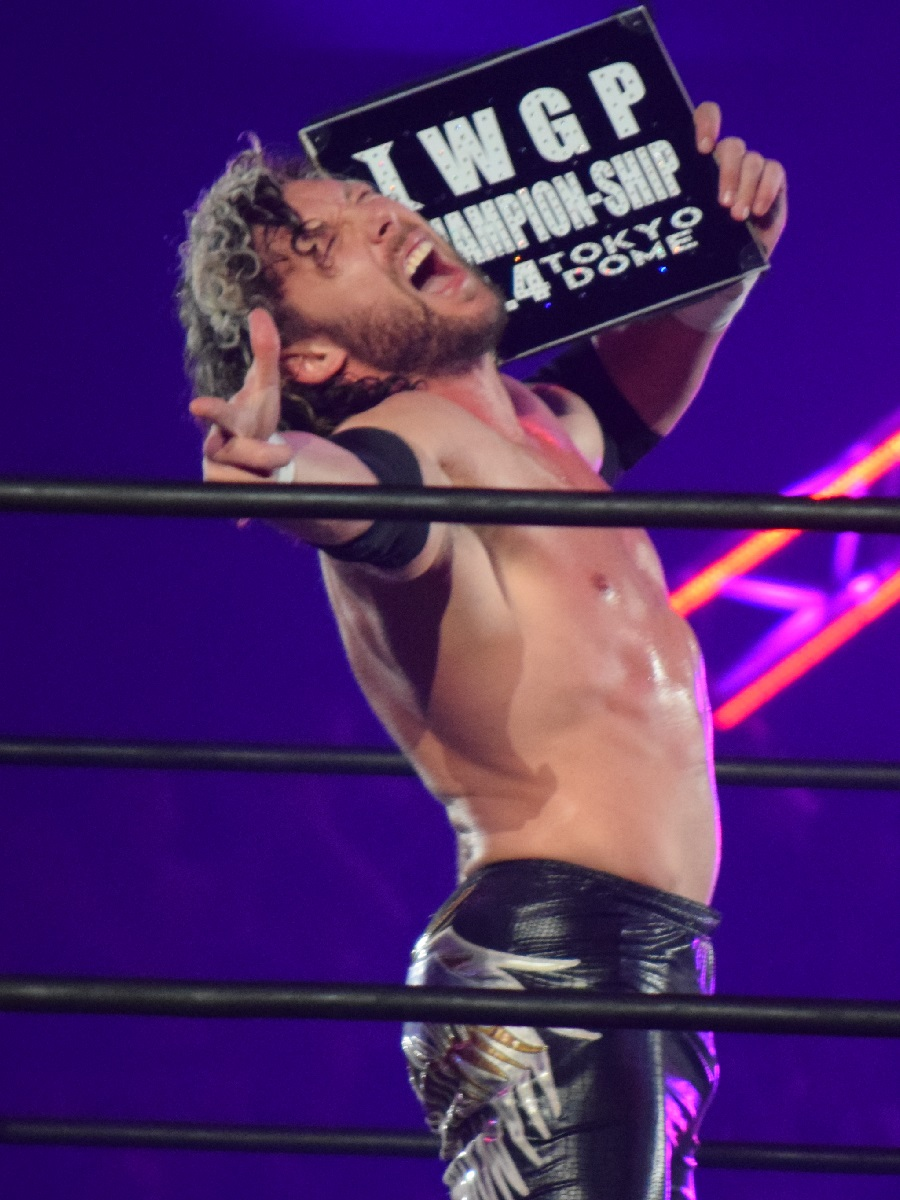
أوميقا يحمل الحقيبة التي تحتوي على عقد للحصول على مباراة على بطولة IWGP للوزن الثقيل.

في الفترة بين 22 يوليو إلى 13 أغسطس، أوميقا شارك في دورة G1 كليمكس 2016 , حيث أنتصر في مجموعته مع سجل ستة أنتصارات وثلاثة خسارات وتأهل للنهائي. في 14 أغسطس ، أوميقا أنتصر على هيروكي قوتو في النهائي ليصبح بذلك الفائز في دورة G1 كليمكس 2016 وبذلك حصله على فرصة ليلعب على بطولة IWGP للوزن الثقيل في عرض رسلكينقدوم 11 في توكيو دوم تاريخ 4 يناير 2017. أوميقا لم يفز فقط في أول مشاركة له بالدورة بل أيضا أصبح أول شخص غير ياباني يفوز بدورة جي1 كليمكس في التاريخ. في 22 سبتمبر في عرض دستراكشن في هيروشيما، أوميقا نجح في الدفاع عن مباراته في رسلكينقدوم أمام يوشي هاشي، بسبب خسارته له في الدورة. في 10 أكتوبر في عرض كينق أوف برو رسلينق نجح في الدفاع عن مباراته أيضا أمام هيروكي قوتو . في 4 يناير 2017، أوميقا تمت هزيمته من قل بطل IWGP للوزن الثقيل كازوشيكا أوكادا في الحدث الرئيسي لعرض رسلكينقدوم 11 في توكيو دوم. في 46 دقيقة و 45 ثانية ، المباراة كانت الأطول في تاريخ عروض 4 يناير في توكيو دوم. صحفي المصارعة ديف ميلتزر أعطى المباراة تقيم 6 نجوم في نشرتة نشرة ريسلنق أوبزيرفر، وأضاف أن أوميقا وأوكادا قد يكونا قد لعبا أعظم مباراة في تاريخ مصارعة المحترفين وانها أيضا أفضل مباراة شاهدها . المباراة أيضا أثنى عليها من قبل دانيال برايان ومايك فولي وستون كولد ستيف أوستن.
في 6 يناير 2017، سميث أعلن على حسابه في تويتر أنه سيبتعد عن اليابان ويركز على مستقبله مضيفا أنه ليس لديه خطة و «يزن كل الخيارات». في 26 يناير، أوميقا ظهر في راديو رسلينق أوبزيرفر وقال أنه أتخذ قرار بشأن مستقبله. وأنه يبدد أي توقعات أنه سيظهر في رويال رمبل في نهاية الأسبوع ، وأنه سيعود لليابان في منتصف فبراير للتفاوض مع نيو جابان على عقد جديد لمدة سنة أخرى على الأقل. في 3 فبراير، نيو جابان أعلن أن أوميقا سيعود للأتحاد خلال عروض أونور ريزينق: جابان 2017. في 12 مارس، أوميقا دخل في دورة كاس نيو جابان 2017 في محاولة لكسب فرصة جديدة على بطولة IWGP للوزن الثقيل . ومع ذلك، تم أقصائه في الدورة من الجولة الأولى من قبل توموهيرو أيشي . هذا أدى إلى مواجهة أوميقا لأيشي في مباراة أعادة في 3 مايو بعرض رسلينق دونتاكو 2017، الذي فاز بها أوميقا. بعد مباراة الحدث الرئيسي للعرض، أوميقا تم ترشيحه من قبل كازوشيكا اوكادا ليصبح المنافس التالي على بطولة IWGP الوزن الثقيل. مباراة البطولة بين أوميقا وأوكادا كانت في 11 يونيو بعرض دومنيون 6.11 في أوساكا جو هال أنتهت بالتعادل بعد نهاية الوقت المحدد 60 دقيقة. المباراة تم تقيمها ¼6 نجوم من قبل ديف ميلتزر، أعلى من المباراة السابقة ، مما يجعلها أعلى مباراة تقيما على مر العصور.
في عروض نهاية أسبوع 1 يوليو و 2 يوليو ، بعروض جي1 سبيشل في الولايات المتحدة، أوميقا أنتصر على مايكل أيلجين وجاي ليثل وأخيرا توموهيرو أيشي ليفوز في دورة من ثمانية مصارعين ويصبح بذلك أول بطل لبطولة IWGP للولايات المتحدة في الوزن الثقيل. في 12 أغسطس ، أوميقا أنتصر على كازوشيكا اوكادا في مواجهتهم الثالثة ضد بعضهم البعض ليتصدر مجموعته في دورة الجي1 كليمكس 2017 ويتأهل للنهائي بسجل سبعة أنتصارات وخسارتين. في 13 أغسطس أوميقا خسر في نهائي الدورة لصالح تيتسويا نايتو. في 24 سبتمبر بعرض دستراكشن في كوبه، أوميقا دافع عن بطولة IWGP للولايات المتحدة في الوزن الثقيل لأول مرة ونجح في ذلك في مباراة كانت امام جوس روبنسن، الذي أنتصر عليه في دورة الجي1 كليمكس 2017 . دفاعه الثاني كان في 15 أكتوبر بالعرض المشترك بين نيو جابان ورينغ أوف هونر، عرض قلوبال وارز 2017 : شيكاغو، حين أنتصر على يوشي هاشي. دفاعه التالي عن البطولة كان في 5 نوفمبر بعرض باور سترقل ، حين نجح في الأنتصار على باريتا. بعد المباراة أوميقا قبل تحدي كريس جيركو، الذي تحداه على بطولة IWGP للولايات المتحدة في عرض رسلكينقدوم 12 في توكيو دوم. وفي 4 يناير 2018، اوميغا انتصر على كريس جيركو في مباراة بلا قوانين ليستعيد بذلك بطولة IWGP للولايات المتحدة.

## الحياة الشخصية
سميث ولد في وينيبيغ، مانيتوبا في 16 أكتوبر 1983 . لديه أخت أصغر منه . والدتة تعمل في الخدمات العائلية بينما والدة يعمل للحكومة الكندية كضابط نقل . سميث بدا يتابع المصارعة حينما كان طفل حيث كان والدة يسجل له عرض ليلة السبت ماين أيفينت ، الذي أصبح المفضل بالنسبة له .
سميث يجيد اللغة اليابانية وهو حاليا يقيم في كاتسوشيكا (طوكيو) التي تقع في الطرف الشرقي لمدينة طوكيو . سميث عادة يظهر على قناتة في اليوتيوب قناة "The Cleaner's Corner" (ركن المنظف)، حيث يظهر نفسه يلعب بعض ألعاب الفيديو المفضلة بالنسبة له على مر العصور ، وفي وقت فراغة هو أيضا يحظر بعض المؤتمرات أو المعارض الخاصة بألعاب الفيديو . في 26 يونيو 2016، حظر معرض CEO 2016 الخاص بألعاب الفيديو وأنتصر على مصارع دبليو دبليو إي المصارع أكزافير وودز في لعبة ستريت فايتر V .
سميث يمتنع عن الكحول، والتبغ، وتعاطي المخدرات . وعندما سئل عن حياته خارج المصارعة ، سميث قال أنه لا يملك الوقت لتفكير في العلاقات الغرامية لانه حاليا يركز تماما على تحقيق أهدافة في المصارعة.
سميث قال لموقع إي إس بي إن أنه في الواقع «حب الثقافة اليابانية قبل أن يعرف انها في الواقع ثقافة يابانية» وأن ألعاب الفيديو المفضلة بالنسبة له والرسوم المتحركة كانت يابانية .

## شخصيتة في المصارعة
محب لللأنمي وألعاب الفيديو ، سميث يستلهم كثيرا منها سواء كانت أفكار أو حركات أو موسيقى دخول أو شخصية في الحلبة ، ومن أبرز الأمثلة تسميته لواحدة من حركاتة القاضية بأسم One-Winged Angel (الملاك ذو الجناح الواحد)، وهيا أشارة إلى شخصية من لعبة فاينل فانتازي 7 شخصية سفيروث . وأيضا أستخدامة لنسخة مشابهة من موسيقى شخصية الدكتور ويلي من سلسلة ألعاب ميجا مان كموسيقى دخول . أسمه في الحلبة كيني أوميقا مستوحا من شخصية «أوميقا ويبون» (سلاح أوميقا) من سلسلة الألعاب فاينل فانتسي وأيضا يستخدم الحركة المشهورة حركة «هادوكين» من سلسلة الألعاب المشهورة ستريت فايتر. الألهام هذا أيضا إلى مظهره ، مظهره بشخصية "The Cleaner" (المنظف) مستوحى من شخصية ألبرت ويسكر من سلسلة الألعاب المشهورة ريزدنت إيفل، أيضا من شخصية ماريون «كوبرا» كوبريتي من فيلم كوبرا.
بالإضافة إلى ألعاب الفيديو، سميث أيضا يقدر مسلسل ستار تريك وكارتون أبطال صباح السبت الخارقين ، لتطوير الكثير من شخصيته . بعد أن تحول إلى الشخصية المكروهة ، سميث توقف عن أستخدام الحركات والموسيقى المستوحاة من ألعاب الفيديو لأنه شعر أن لها شعبية كبيرة بين المشجعين وأنه كانت جزء كبير من شخصيته كمحبوب في الحلبة .

## في المصارعة
- الضربة القاضية
  - أوي شوهودو
  - كرويت راث

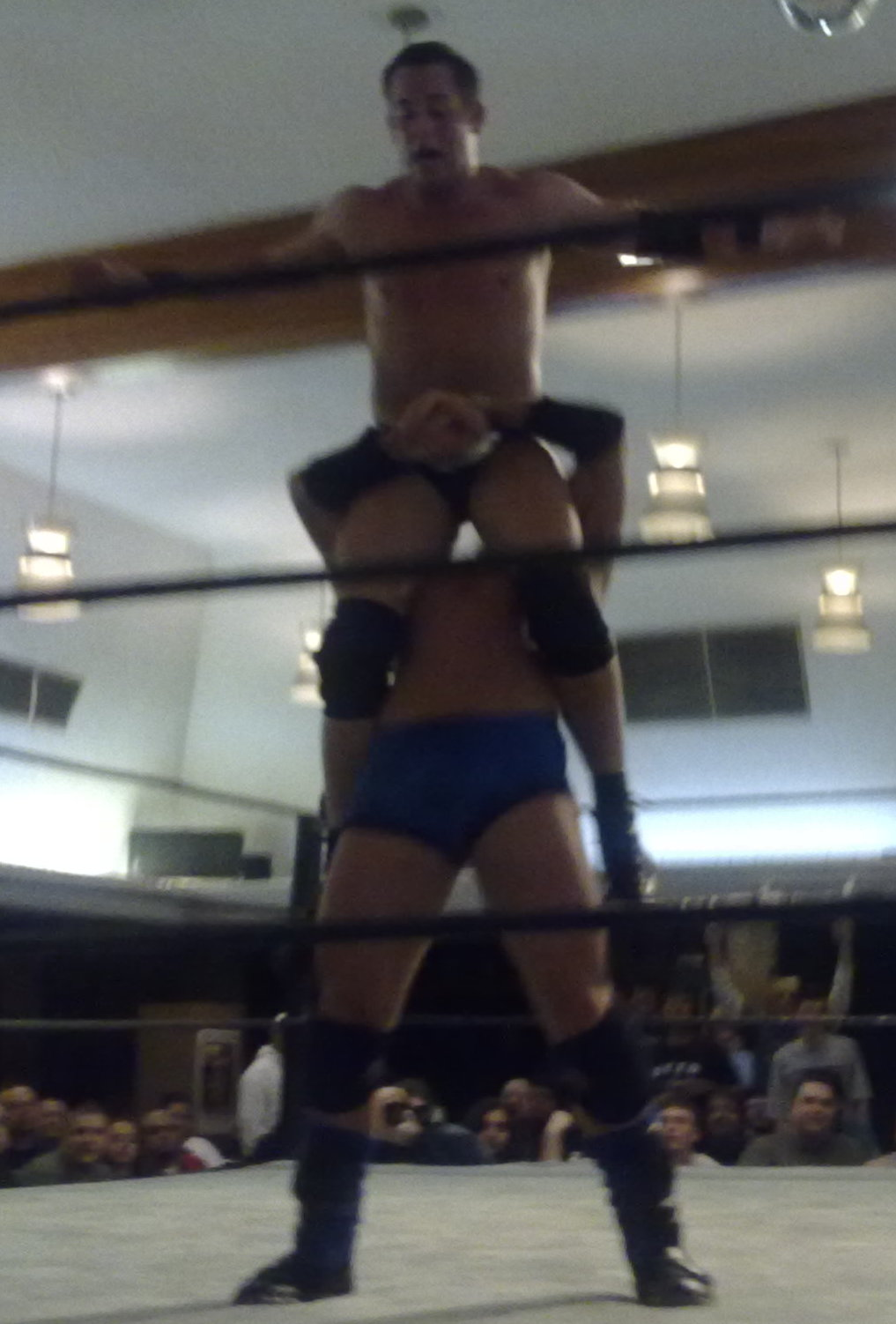
أوميقا ينفذ حركة كرويت راث على رودريك سترونق.

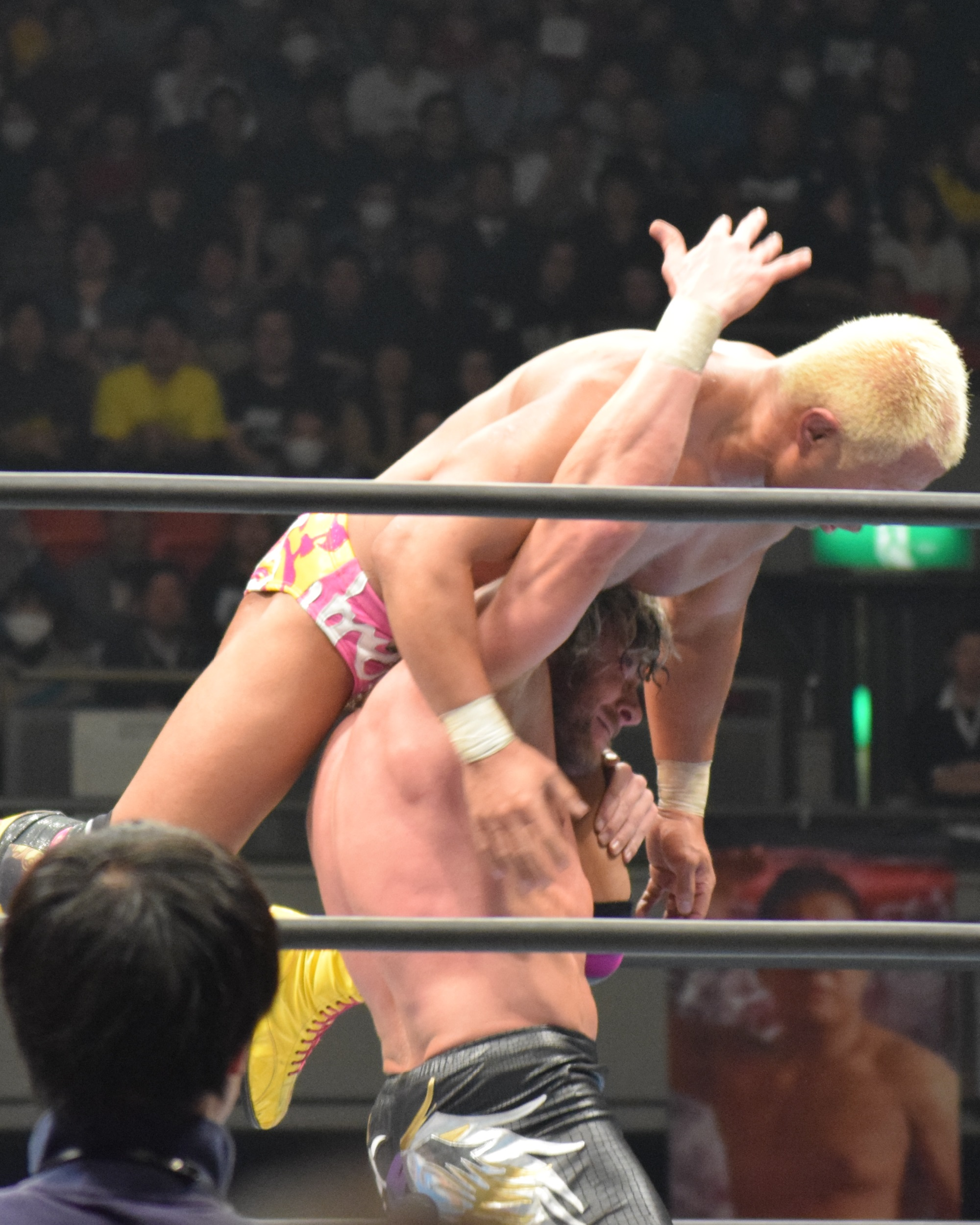
أوميقا ينفذ حركة One-Winged Angel على تومواكي هونما.

  - One-Winged Angel (الملاك ذو الجناح الواحد)
  - راين تريقر - 2017- إلى الآن
  - ستايلز كلاش - 2016، متبناة من إيه جيه ستايلز
  - V-تريقر - 2016، متبناة من شينسوكي ناكامورا
- حركات معروف بها
  - دكتور ويلي بومب
  - EX هادوكن
  - فلاش مان تايم ستوبر
  - قريتنقنز فروم وينيبق
  - هادوكن
  - كوتارو كرشر
  - مولتبل سوبكلس
  - بولينق فريمان
  - توني جا
  - توبي كون هيلو
- مع كوتا إيبوشي
  - قولدن شاور
- ألقابه
  - «بيست بوت ماشين» (ألة أفضل النزالات)
  - «كانيدين X»
  - «ذا كلينير» (المنظف)
  - «ذا كورنرستون» (حجر الأساس)
  - «ذا دستني فلور» (زهرة القدر)
  - «كينق أوف أنيوير ماتش» (ملك مباراة في أي مكان)
  - «ماستر دارك هودو» (سيد هادو الظلام)
- أغاني الدخول
  - «أتينزون» من قبل فلاشريدر (JAPW)
  - «دكتور ويلي 1 (نسخة الأحتفال ال20)» من قبل أوقرتسو كن ومانامي أيتل ويوكيشان بابا (DDT)
  - «دكتور ويلي ستيج 1 - أوميقمان» من قبل روك-مان (DDT)
  - «شوت أم» من قبل QBrick (كجزء من فريق البولت كلوب)
  - «ديفلز سكاي» من قبل يونوسوك كيتامورا (NJPW)
  - «ديفلز سكاي» (نسخة توكيو دوم 2016) من قبل يونوسوك كيتامورا
  - «ديفلز سكاي» (نسخة توكيو دوم 2017) من قبل يونوسوك كيتامورا

## البطولات والإنجازات
- 4 فرونت رسلينق

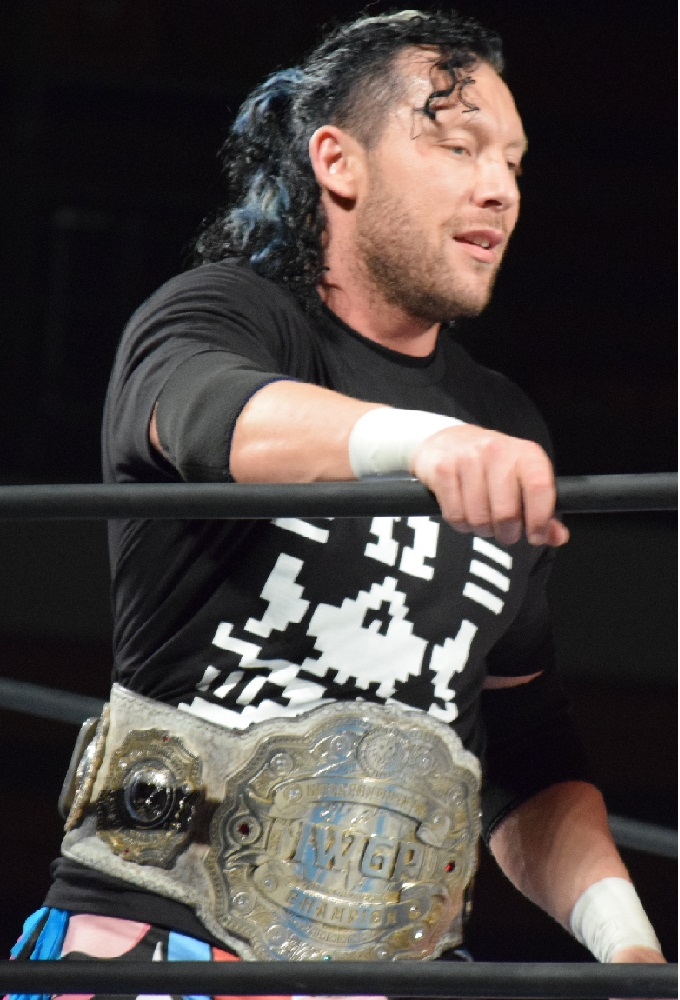
أوميقا كبطل IWGP للقارات في مايو 2016.

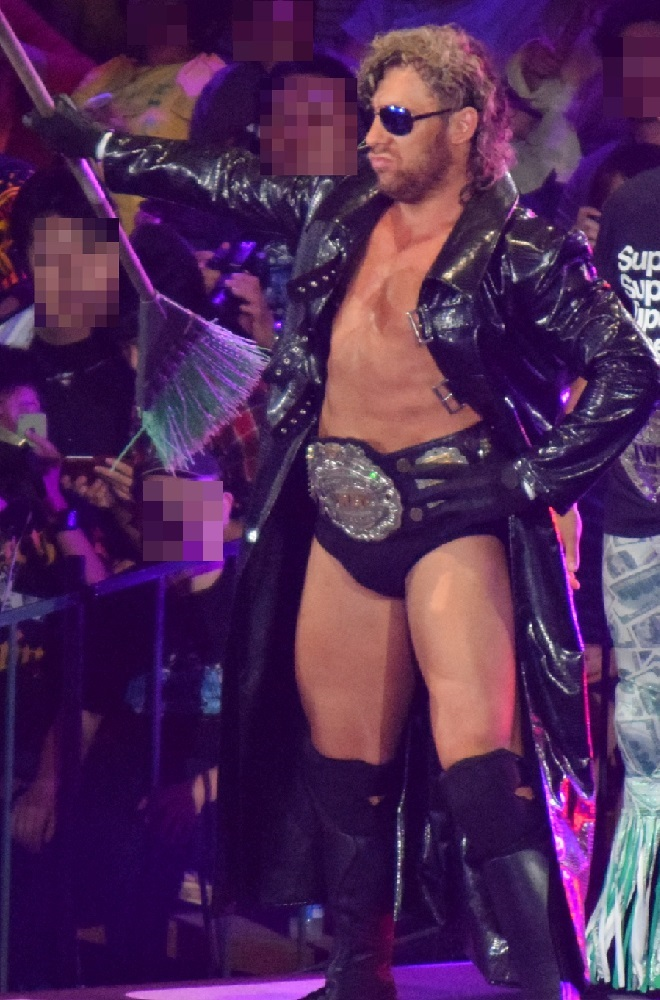
أوميقا كبطل IWGP للوزن المتوسط في يوليو 2015.

  - بطولة 4FW للوزن المتوسط (مرة واحدة)
- ألل جابان برو رسلينق
  - بطولة العالم للوزن المتوسط (مرة واحدة)
- كانيدين رسلينق إيليت
  - بطولة CWE للفرق (مرة واحدة) مع داني دوغن
  - دورة بطولة CWE للفرق (2010) مع داني دوغن
- كانيدين رسلينق فيدريشن
  - بطولة CWF للوزن الثقيل (مرة واحدة)
- DDT برو رسلينق
  - بطولة DDT أكستريم ديفجن (مرة واحدة)
  - بطولة KO-D للفرق الثلاثية (مرتان) مع كوتا إيبوشي وقوتا أهاشي (1) ومع دايسكي ساساكي وكوتا إيبوشي (1)
  - بطولة KO-D للوزن المفتوح (مرة واحدة)
  - بطولة KO-D للفرق (3 مرات) مع كوتا إيبوشي (مرتان) ومع مايكل ناكازاوا
  - بطولة نيهونكي للفرق الثلاثية (مرة واحدة) مع Mr. #6 وريهو
  - كينق أوف DDT دي دي تي (2012)
  - جائزة أفضل نزال (2012) ضد كوتا إيبوشي في 18 أغسطس
- جوائز جابان أندي
  - جائزة أفضل نزال (2012) ضد كوتا إيبوشي في 18 أغسطس
  - جائزة أفضل نزال (2014) مع كوتا إيبوشي ضد تيتسويا إندو وكونسوكي تاكيشيتا
- جيرسي ألل برو رسلينق
  - بطولة JAPW للوزن الثقيل (مرة واحدة)
  - بطولة JAPW للوزن الخفيف (مرة واحدة)
- ماينستريم رسلينق
  - بطولة كانيدين للوزن المتوسط (3 مرات)
- التحالف الوطني للمصارعة
  - بطولة NWA كانيدين أكس ديفجن (مرة واحدة)
- نيو جابان برو رسلينق
  - بطولة IWGP للقارات (مرة واحدة)
  - بطولة IWGP للولايات المتحدة في الوزن الثقيل (مرة واحدة - أول بطل) (حاليا)
  - بطولة IWGP للوزن المتوسط (مرتان)
  - بطولة IWGP لفرق الوزن المتوسط (مرة واحدة) مع كوتا إيبوشي
  - بطولة NEVER في الوزن المفتوح للفرق الثلاثية (مرتان) مع مات جاكسن و نيك جاكسن
  - دورة G1 كليمكس (2016)
  - دورة بطولة IWGP الولايات المتحدة للوزن الثقيل (2017)
- بريمير شامبيونشيب رسلينق
  - بطولة PCW للوزن الثقيل (4 مرات)
  - بطولة PCW للفرق (مرتان) مع راوسكيلز (1) وكريس ستيفنز (1)
  - دورة كاس البريمير (2005,2007)
- رينغ أوف هونر
  - بطولة ROH للفرق الثلاثية (مرة واحدة - حاليا) مع أدم بايج، كودي رودز، مارتي سكرل، مات جاكسن و نيك جاكسن
- برو رسلينق قيريلا
  - بطولة PWG للعالم (مرة واحدة)
  - دورة معركة لوس أنجلوس (2009)
- مجلة برو رسلينق أليستريتد
  - تم تصنيفه في المرتبة 5# في قائمة أفضل 500 مصارع لهذا العام (2017)
  - أفضل عداوة لعام (2017) ضد كازوشيكا اوكادا
  - أفضل مباراة لعام (2017) ضد كازوشيكا اوكادا في 4 يناير
- سبورتس أليستريتد
  - أفضل مصارع لعام (2017)
- توكيو سبورتس
  - جائزة أفضل نزال (2010) مع كوتا إيبوشي ضد ريوسوكي تاقوشي وبرنس ديفيت
  - جائزة أفضل تكنيكي (2016)
- نشرة ريسلنق أوبزيرفر
  - مباراة 5 نجوم (2016) ضد تيتسويا نايتو في 13 أغسطس
  - مباراة 6 نجوم (2017) ضد كازوشيكا اوكادا في 4 يناير
  - مباراة ¼6 نجوم (2017) ضد كازوشيكا اوكادا في 11 يونيو
  - مباراة 6 نجوم (2017) ضد كازوشيكا اوكادا في 12 أغسطس
  - مباراة ¾5 نجوم (2017) ضد تيتسويا نايتو في 13 أغسطس
  - مباراة 5 نجوم (2018) ضد كريس جيريكو في 13 أغسطس
  - أفضل حركة مصارعة (2016) One-Winged Angel (الملاك ذو الجناح الواحد)

## وصلات خارجية
- كيني أوميغا على موقع IMDb (الإنجليزية)
- كيني أوميغا على موقع قاعدة بيانات الفيلم (الإنجليزية)
- كيني أوميغا على موقع CageMatch worker (الإنجليزية)
- كيني أوميغا على موقع قاعدة بيانات المصارعة على الإنترنت (الإنجليزية)
- كيني أوميغا على موقع عالم المصارعة على الإنترنت (الإنجليزية)
- كيني أوميغا على موقع عالم المصارعة على الإنترنت (الإنجليزية)

- كيني أوميقا في موقع أتحاد نيو جابان برو رسلينق (أن جي بي دبليو NJPW)